# غيلبرت لافاييت فوستر
غيلبرت لافاييت فوستر هو عسكري كندي، ولد في 29 مايو 1874، وتوفي في 17 مايو 1940.